# BLOOD+ 双翼のバトル輪舞曲
『BLOOD+ 双翼のバトル輪舞曲』（ブラッドプラス そうよくのバトルロンド）は、テレビアニメ『BLOOD+』のメディアミックスとして発売されたPlayStation 2専用のゲームソフト。

## ストーリー
小夜とその一行は、研究学園都市である飛翔市に、翼手絡みと思われる不穏な動きを察知。小夜、カイ、リクは市内にある揚翔学園に編入し、実態の調査を始める。

## ゲームシステム
アニメ版におけるベトナム編とロシア編の間にあった空白の7日間を描く。ストーリーは分岐に関わる選択を迫られる「アクティブデモパート」と、敵と戦う「アクションパート」に分かれて進行する。そのため、真のエンディングを見るにはアクティブデモパートにおける行動が重要となる。翌月に発売された『BLOOD+ ONE NIGHT KISS』と異なり、学園内や市内を自由に歩き回るパートは存在しない。

## その他
- アニメ版のマーク・マンシーナとハンス・ジマーによる音楽は一切使われていない。
- アニメ版にある流血などの暴力描写は大幅に抑えられており、ダメージの表現も光のエフェクトに置き換えられている。
- 揚翔学園には制服があるが、小夜、カイ、リクの服装に変化はない。『ONE NIGHT KISS』のような着替え要素もない
- 先着で予約特典に設定資料集が付いていた。